# Naanmen
Naanmen är en holme i Marshallöarna.   Den ligger i kommunen Ebon, i den sydvästra delen av Marshallöarna, 400 km sydväst om huvudstaden Majuro.